# Francesco Rossi
Francesco Rossi (Bari, 1650 - 1725?) fou un compositor italià.
Fou canonge i estrenà amb èxit les òperes Bianca di Castiglia; Il Sejano moderno (Venècia, 1687); Florideo (Venècia, 1687); La pena degli occhi (Florència, 1688); La Clorilda Florència, 1688); Mitrane (Florència, 1689).
A més, va compondre l'oratori La caduta dei giganti, un Rèquiem i salms.